# Radovan Borojevic
Aquest autor és citat en taxonomia animal amb el nom «Borojevic».
Radovan Borojevic (Zagreb, novembre de 1940) és un biòleg croata.
Fill d'un militar serbi i de mare croata, Borojevic va néixer a Zagreb, a l'extinta Iugoslàvia, una setmana abans que el país fos envaït per Alemanya i quedés immers en la Segona Guerra Mundial. Durant aquesta conflagració va passar gana i després va créixer sota una dictadura socialista. Les penúries econòmiques i socials el van forçar a abandonar la universitat a Zagreb i emigrar cap a França.
A Estrasburg, va tenir la possibilitat de finalitzar els seus estudis, llicenciant-se en biologia, el 1963, a la Universitat d'Estrasburg. Sota la direcció del biòleg Claude Lévi, es va orientar envers el tema que va guiar la seva carrera científica: la comprensió de com es comuniquen les cèl·lules i influeixen en l'entorn on estan immerses. Aquesta qüestió ha esdevingut fonamental per al desenvolupament de teràpies de regeneració de teixits lesionats.
Quan Borojevic va arribar a Estrasburg, Lévi iniciava una nova línia d'investigació basada en l'evolució de les esponges marines, els primers éssers vius que van aconseguir una organització multicel·lular. Lévi volia entendre com es va produir la integració de les cèl·lules. Va ser així que Borojevic va focalitzar part dels seus interessos científics en la sistemàtica de les esponges calcàries. Diversos taxons d'esponges han estat descrit i nomenats per Borojevic, com ara, Amphiute lepadiformis.
Borojevic va arribar al Brasil al final de la dècada de 1960 i, el 1980, i va aconseguir una plaça d'investigador a la Universitat Federal de Rio de Janeiro (UFRJ). Va col·laborar en la implementació del primer servei de trasplantaments de medul·la òssia de l'estat de Rio de Janeiro i en el desenvolupament d'estudis pioners amb cèl·lules mare per al tractament de malalties cardiovasculars i degeneratives.
Un cop jubilat, Borojevic continuà dirigint el banc més gran de cèl·lules d'Amèrica Llatina, creat per ell al començament dels anys 1980. Un banc de cèl·lules que l'any 2020 comptava amb més de 300 llinatges cel·lulars per a la investigació científica.